# Droga wojewódzka 214
Die Droga wojewódzka 214 (DW 214) ist eine polnische Woiwodschaftsstraße, die sich in Nord-Süd-Richtung vom Norden der Woiwodschaft Pommern bis in den Norden der Woiwodschaft Kujawien-Pommern hinzieht. In einer Gesamtlänge von 170 Kilometern verbindet sie fünf Kreisgebiete: Powiat Lęborski (Lauenburg (Pommern)), Powiat Kartuski (Karthaus), Powiat Kościerski (Berent), Powiat Starogardzki (Preußisch Stargard) und Powiat Świecki (Schwetz).
Auf ihrem Weg trifft die DW 214 auf zahlreiche Woiwodschafts- (DW) und Landesstraßen (DK): DW 213 in Wicko (Vietzig), DK 6 (ehemalige deutsche Reichsstraße 2, heute auch Europastraße 28) in Lębork (Lauenburg (Pommern)), DW 212 (ehemalige Reichsstraße 158) in Osowo Lęborskie (Wussow), DW 211 in Sierakowice (Sierakowitz) und Puzdrowo (Pusdrowo), DW 228 in Kłukowa Huta (Kluckowahutta), DK 20 und DW 221 in Kościerzyna (Berent), DK 22 (ehemalige Reichsstraße 1) in Zblewo (Hochstüblau), DW 222 und DW 231 sowie DW 234 in Skórcz (Skurz) und die Autostrada A 1/DK 1 (Europastraße 75), die DW 238 sowie die DW 391 in Warlubie (Warlubien).
Zwischen Sierakowice und Puzdrowo ist die DW 214 mit der DW 211 vereinigt. Zwischen Osowo Lęborskie und Lębork befährt sie ein 7 Kilometer langes Teilstück der ehemaligen Reichsstraße 158 Berlin – Lauenburg (Pommern).

## Streckenverlauf
Woiwodschaft Pommern:
Powiat Lęborski (Powiat Lauenburg (Pommern)):
- Łeba (Leba)
- Steknica (Fichthof)
- Charbrowo (Degendorf)

Ostseestrand bei Łeba (Leba)

- Wicko (Vietzig) (DW 213: Krokowa (Krockow) – Celbowo (Celbau) ↔ Główczyce (Glowitz) – Słupsk (Stolp))
- Białogarda (Belgard a.d. Leba)
- Garczegorze (Garzigar)

X PKP-Bahnlinie 229: Pruszcz Gdański (Praust) – Kartuzy (Karthaus) – Lębork (Lauenburg (Pommern)) – Łeba (Leba) X
- Lębork (Lauenburg (Pommern)) (DK 6 (Europastraße 28): Słupsk (Stolp) – Koszalin (Köslin) – Szczecin (Stettin) ↔ Wejherowo (Neustadt (Westpreußen)) – Gdańsk – Pruszcz Gdański (Praust))

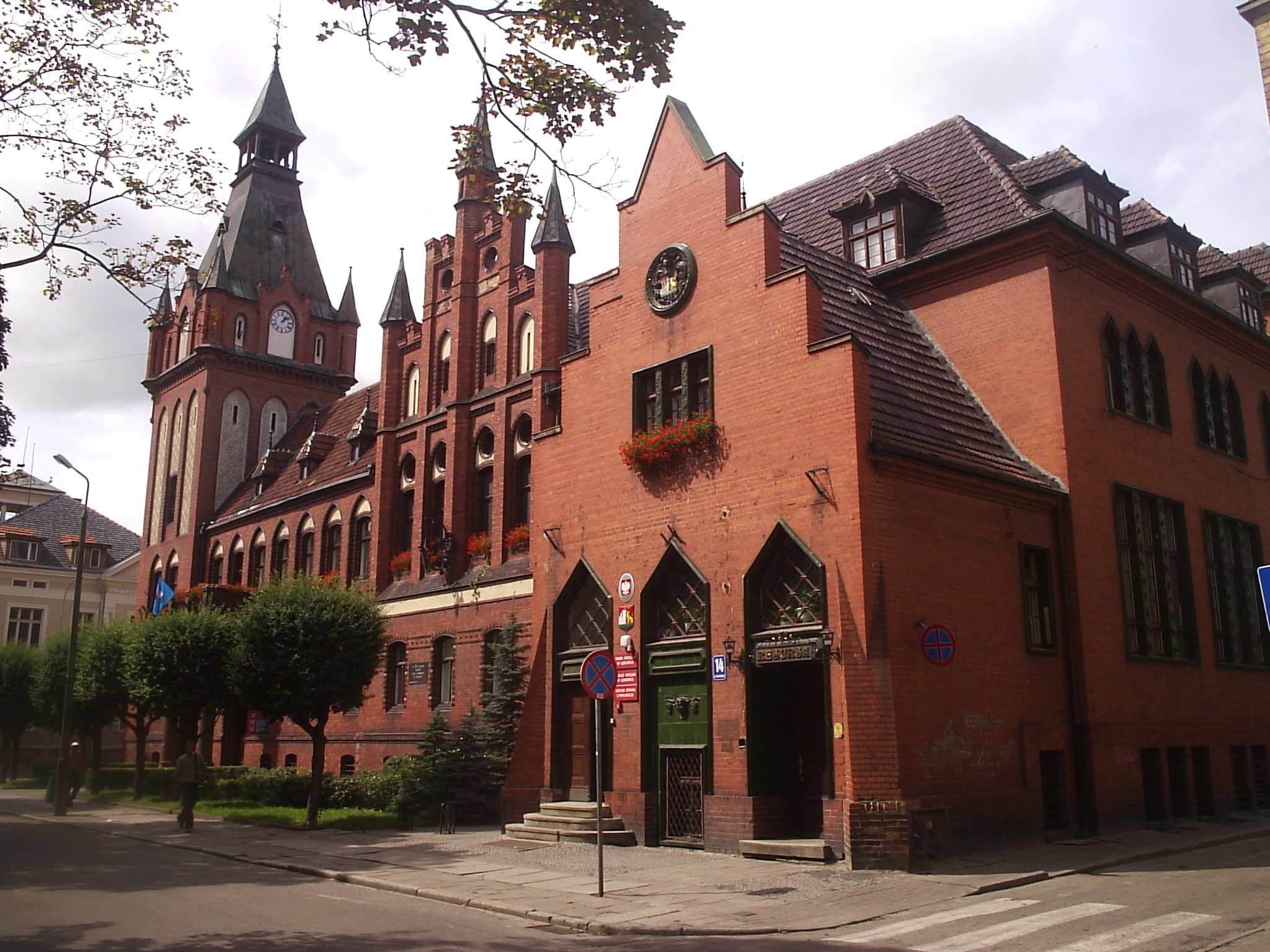
Stadthaus in Łeba (Leba)

- Osowo Lęborskie (Wussow) (DW 212 → Oskowo (Wutzkow) – Czarna Dąbrówka (Schwarz Damerkow) – Unichowo (Wundichow) – Bytów (Bütow))
- Łebunia (Labuhn)
- Bukowina (Buckowin)

~ Bukowina (Buckowin) ~
o deutsch-polnische Grenze 1920–1939 o
Powiat Kartuski (Powiat Karthaus):
- Sierakowice (Sierakowitz) (DW 211: → Kartuzy (Karthaus) – Żukowo (Zuckau))
- Puzdrowo (Pusdrowo) (DW 211: → Czarna Dąbrówka (Schwarz Damerkow) – Nowa Dąbrowa (Neu Damerow))

- Tuchlino (Tuchlin)
- Mściszewice (Mischischewitz)

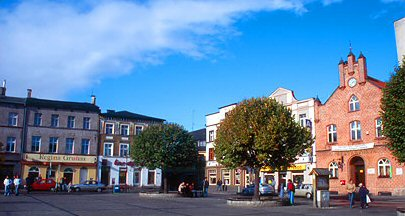
Der Marktplatz in Kościerzyna (Berent)

- Kłukowa Huta (Klukowahütte) (DW 228: Kartuzy (Karthaus) ↔ Bytów (Bütow))
- Stężyca (Stendsitz)

Powiat Kościerski (Powiat Berent):
- Skorzewo (Skorschewo, 1942–45: Schörendorf)

X PKP-Linie 211: Chojnice (Konitz) – Kościerzyna (Berent) X
- Kościerzyna (Berent) (DK 20: Bytów (Bütow) – Szczecinek (Neustettin) – Stargard (Stargard in Pommern) ↔ Żukowo (Zuckau) – Gdynia (Gdingen) und DW 221: → Kołbudy Dolny (Kahlbude) – Gdańsk (Danzig))

X PKP-Linie 201: Nowa Wieś Wielka (Groß Neudorf) – Gdynia (Gdingen) X
- Sarnowy (Sarnowo)

~ Wierzyca (Ferse) ~
- Nowa Kiszewa (Neu Kischau)
- Stary Bukowiec (Alt Bukowitz, 1942–45: Altbuchen)
- Stara Kiszewa (Alt Kischau)

~ Wierzyca (Ferse) ~
- Góra (Gora, 1942–45: Schulzenhorst)

X PKP-Linie 203: Tczew (Dirschau) – Küstrin-Kietz X
- Zblewo (Hochstüblau) (DK 22: Chojnice (Konitz) – Wałcz (Deutsch Krone) – Kostrzyn nad Odrą (Küstrin)/Deutschland ↔ Starogard Gdański (Preußisch Stargard) – Elbląg (Elbing) – Grzechotki (Rehfeld)/Russland)

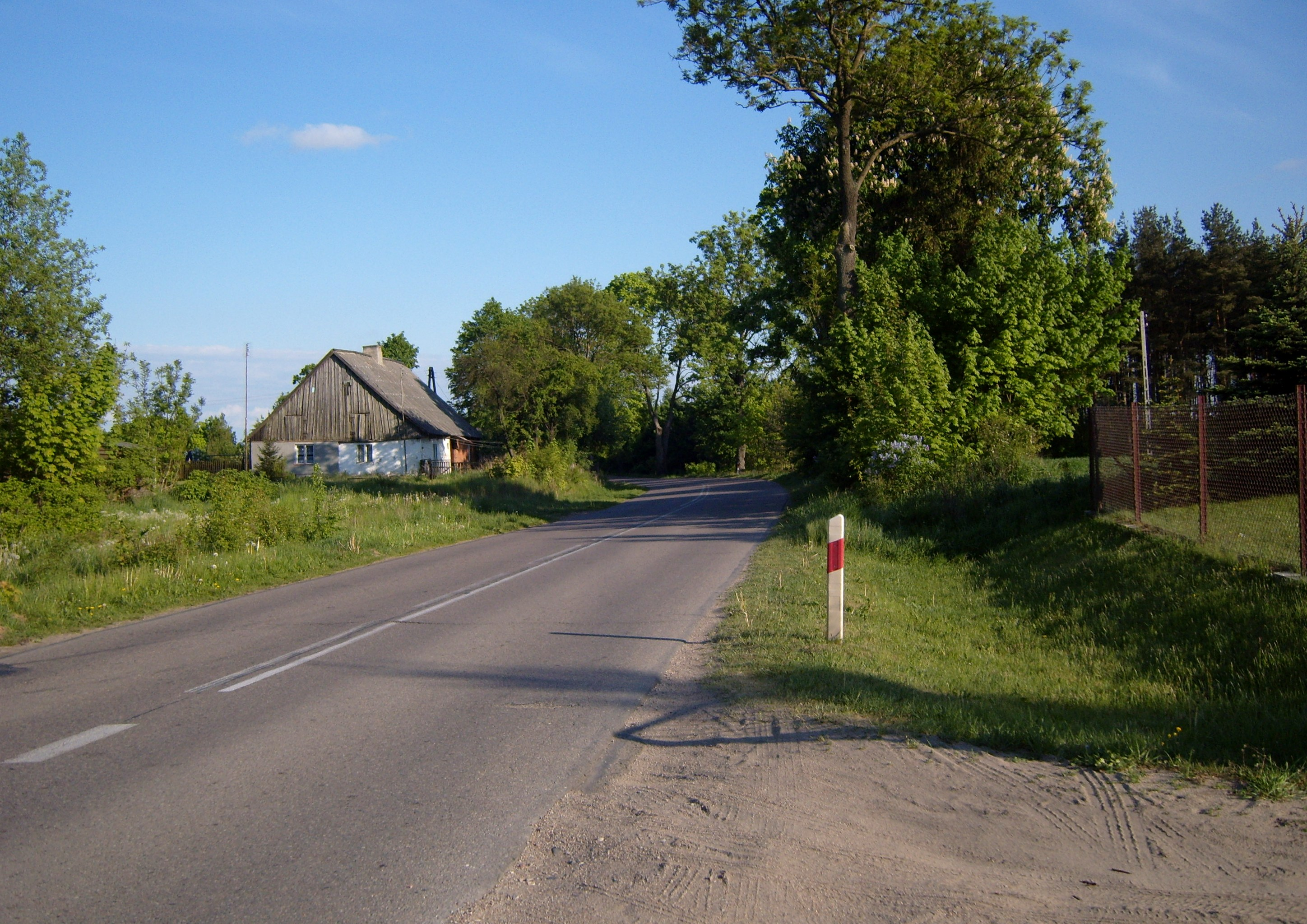
Die DW 214 bei Borzechowo (Bordzichow)

- Borzechowo (Bordzichow, 1942–45: Borchau)
- Lubichowo (Lubichow)

X PKP-Linie 238: Myślice (Miswalde) – Skórcz (Skurz) – Szlachta (Schlachta) X
- Zelgoszcz (Zellgosch)
- Wielki Bukowiec (Groß Bukowitz)
- Skórcz (Skurz, 1942–45 Großwollental) (DW 222: → Starogard Gdański (Preußisch Stargard) – Gdańsk (Danzig), DW 231: → Kpytkowo (Hufenau) und DW 234: → Gniew (Mewe))
- Głuche (Glucha)
- Osiek (Ossiek)
- Jeżewnica (Jezewnitz)

Woiwodschaft Kujawien-Pommern:
Powiat Świecki (Powiat Schwetz):
- Krzewiny (Schrewin)
- Warlubie (Warlubien, 1942–45: Warlieb) (Autostrada A 1/DK 1 (Europastraße 75): Pruszcz Gdański (Praust) – Gdańsk (Danzig) ↔ Świecie (Schwetz) – Toruń (Thorn) – Łódź (Lodsch) – Cieszyn (Teschen)/Tschechien, DW 238: → Osie (Osche) und DW 391: Rulewo (Rohlau) – Rozgarty (Kulmisch Rosengarten))